# 401 ق م
401 ق م أو 401 قبل الميلاد هي سنة من العقد 40 ق م في التقويم اليولياني البروليبتي (التقويم الميلادي). تسبقها سنة 402 ق م وتليها سنة 400 ق م.

## أحداث
- القرن 4 ق م

## مواليد
- أرخيداموس الرابع
- ستاتيرا الأولى
- هيرونيموس الكاردي
- غان دي
- دينوقراطيس

## وفيات
- فياسا
- زنتيب
- أريوبرزان الفريجي
- أوبوليدس الملطي
- أرغايوس الثاني المقدوني
- قورش الأصغر
- أجيس الثاني
- ليوخارس
- كراتيروس المقدوني
- كتسياس
- غان دي
- زيوكس

## كتب
- Yves Denis Papin (1998). Chronologie de l'histoire ancienne. Lieu de publication non identifié: Éditions Jean-paul Gisserot. ISBN:2-87747-346-5. OCLC:40746926. مؤرشف من الأصل في 2022-03-16.
- أحمد محمد عوف (2000)، موسوعة حضارة العالم، QID:Q12246226

## وصلات خارجية
- صفحة السنة على موقع onthisday.com
- سنة 401 ق م على موقع المكتبة الوطنية الفرنسية